# Allograpta ropalus
Allograpta ropalus är en tvåvingeart som först beskrevs av Walker 1849.  Allograpta ropalus ingår i släktet Allograpta, och familjen blomflugor. Inga underarter finns listade.